# 麊泠社
麊泠社（越南语：／）是越南河内市下轄的一個社。

## 地理
麊泠社北接光明社，东临天禄社、福盛社，南界烏鳶社、上葛坊，西临進勝社、安朗社。

## 行政区划
麊泠社下辖3村。
- 夏雷村（Thôn Hạ Lôi）
- 蓼池村（Thôn Liễu Trì）
- 邑下村（Thôn Ấp Hạ）